# Saison 10 d'American Idol
Vous pouvez aider à l'améliorer ou bien discuter des problèmes sur sa page de discussion.
- Il n'est pas vérifiable et peut contenir des informations totalement erronées. Il est fortement conseillé aux contributeurs d'étayer son contenu par des sources fiables. Sans cela, sa suppression pourrait être envisagée. (si vous venez d'apposer le bandeau, veuillez cliquer sur ce lien pour créer la discussion et en afficher les indications). (Marqué depuis février 2025)
- Il peut contenir un travail inédit ou des déclarations non vérifiées. Vous pouvez l’améliorer en ajoutant des références. (Marqué depuis février 2025)

- Archive Wikiwix
- Bing
- Cairn
- DuckDuckGo
- E. Universalis
- Gallica
- Google
- G. Books
- G. News
- G. Scholar
- Persée
- Qwant
- (zh) Baidu
- (ru) Yandex
- (wd) trouver des œuvres sur Wikidata

Vous pouvez aider à l'améliorer ou bien discuter des problèmes sur sa page de discussion.
- Son admissibilité est à vérifier. Motif : manque de sources, de références, TI. Une référence mais elle est non conforme. Le principal est déjà dans l'article American Idol ; info doublonnant l'article principal. Saison ne se démarquant pas particulièrement.. Vous êtes invité à le compléter pour expliciter son admissibilité, en y apportant des sources secondaires de qualité. (Marqué depuis avril 2025)
- Son contenu est rédigé entièrement ou presque à partir d'une seule source. N'hésitez pas à modifier cet article pour améliorer sa vérifiabilité en apportant de nouvelles références dans des notes de bas de page. (Marqué depuis janvier 2024)
- Il ne s’appuie pas, ou pas assez, sur des sources secondaires ou tertiaires. (Marqué depuis janvier 2024)
- Son texte doit être wikifié : il ne correspond pas à la mise en forme Wikipédia (style, typographie, liens internes, liens entre les wikis, etc.). (Marqué depuis février 2025)

- Archive Wikiwix
- Bing
- Cairn
- DuckDuckGo
- E. Universalis
- Gallica
- Google
- G. Books
- G. News
- G. Scholar
- Persée
- Qwant
- (zh) Baidu
- (ru) Yandex
- (wd) trouver des œuvres sur Wikidata

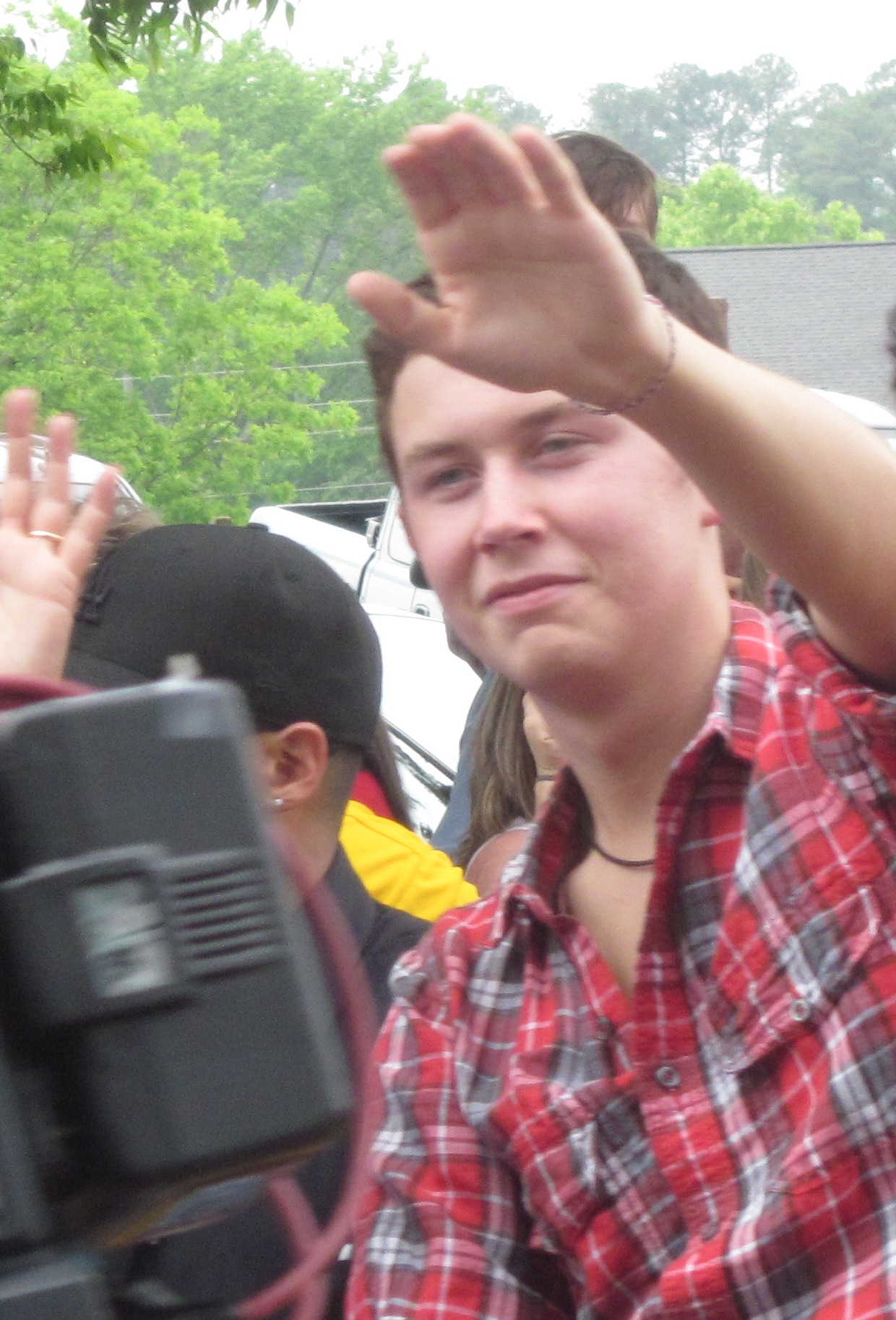
Scotty McCreery, vainqueur de la dixième saison dAmerican Idol, s'est distingué par son répertoire musical country

La dixième saison d'American Idol s'est déroulée du 19 janvier au 25 mai 2011, et a été diffusée sur les réseaux de télévision Fox aux États-Unis et CTV au Canada. Cette dixième édition comportait quelques changements par rapport à la saison précédente, comme la réduction du nombre de juges de quatre à trois, le retour du producteur Nigel Lythgoe aux commandes du programme, et l'arrivée d'un nouveau directeur musical, Ray Chew, remplaçant Rickey Minor. Autre changement, la diffusion de l'émission de télé-crochet est avancée d'un jour, le mercredi et le jeudi, alors qu'elle était depuis son origine diffusée le mardi et le mercredi. C'est par ailleurs la première saison d’American Idol ouverte aux adolescents de quinze ans.
Le jury est composé pour cette saison de Randy Jackson, juge au sein du programme depuis 2002, et de deux nouveaux arrivants, le chanteur américain Steven Tyler et l'actrice et chanteuse Jennifer Lopez, qui remplacent Simon Cowell, Ellen DeGeneres, et Kara DioGuardi de la saison précédente. L'émission est présentée par Ryan Seacrest.
Les auditions régionales, au nombre de sept, se sont déroulées dans les villes d'East Rutherford dans le New Jersey, La Nouvelle-Orléans en Louisiane, Milwaukee dans le Wisconsin, Nashville dans le Tennessee, Austin au Texas, puis Los Angeles et San Francisco en Californie. Le choix définitif des treize candidats finaux a eu lieu à Hollywood, au Pasadena Civic Center.
Le 25 mai 2011, Scotty McCreery est déclaré vainqueur de l'édition lors de la finale qui l'oppose à Lauren Alaina. Âgé de 17 ans, il devient le plus jeune vainqueur masculin de l'émission, et le deuxième plus jeune vainqueur derrière Jordin Sparks, qui avait remporté la sixième saison.
Cette saison est l'une des saisons d'American Idol ayant fait le plus d'audience[réf. non conforme].

## Sources
- (en) Cet article est partiellement ou en totalité issu de l’article de Wikipédia en anglais intitulé « American Idol (season 10) » (voir la liste des auteurs).